# Polni hormoni i seksualna želja kod žena
Polni hormoni i seksualna želja kod žena prema dosadašnjim istraživanjima ukazuje na zaključke da je seksualni nagon žena pod kontrolom androgena koji u malim količinama luče jajnici i nadbubrežne žlezde. Istraživanja takođe pokazuju povezanost nivoa testosterona i seksualne motivacije kod zdravih žena, dok se takva povezanost nije pokazala sa estradiolom. Takođe, kod žena sa smanjenim libidom pronađene su smanjeni nivoi slobodnog i ukupnog testosterona, a kliničke studije na ženama kojima su odstranjeni jajnici pokazuju kako zamensko ubrizgavanje testosterona, ali ne i estradiola, povećavaju njihovu seksualnu motivaciju.

## Osnovne informacije
Uticaj hormona na seksualnu želju iako nije sasvim izučen svakako je veoma važan, posebno hormona kao što su testosteron, estrogen, progesteron, oksitocin i vazopresin. Kod većini vrsta sisara, polni hormoni kontrolišu sposobnost jedinke da se uključi u seksualno ponašanje. Međutim, polni hormoni ne regulišu direktno sposobnost snošaja u primatima (uključujući ljude), već su oni samo jedan od činilaca koji utiče na želju za seksom i seksualno ponašanje.
Nekoliko hormona utiče na seksualno uzbuđenje, uključujući testosteron, kortizol, estradiol, peptide. Relevantnost uticaja testosterona, estradiola i određenih peptida (oksitocina, endorfina i prolaktina) na seksualno uzbuđenje kod ljudi je uglavnom je izučeno. Na to su ukazala i dodatna istraživanja ponašanja tokom seksualno uzbuđenje, na osnovu brojnih snimanja, koja su otkrila distribuciji gonadalnih steroida u receptorima u mozgu. 
Međutim, specifične uloge ovih hormona nisu sasvim razjašnjene. Testosteron je najčešće proučavan hormon kojim se bavi nauka o seksualnosti. On igra ključnu ulogu u seksualnom uzbuđenju kod muškaraca, sa snažnim efektima na mehanizme centralnog uzbuđenja. Da testosteron igra ključnu ulogu u odraslom muškarcu, dokazuju studija sprovedenim sa hipogonadalnim i eugonadalnim muškarcima. Međutim uloga testosterona u razvoju seksualnog uzbuđenja, kod starijih muškarca, manje je jasna, kao i mogući uticaj testosterona na neseksualne efekte starijih osoba, koji možda indirektno utiču i na seksualno uzbuđenje.
Iako mnogi testosteron pogrešno smatraju muškim hormonom, on se takođe proizvodi u ženskom organizmu, naravno u mnogo manjim količinama nego u muškom, i bez njega nema ni libida. Veza između testosterona i seksualnog uzbuđenja je složenija kod žena, i manje konzistentnija. Jedna od mogućih objašnjenje je veća varijabilnost žena u reakciji na testosteron. Istraživanja su pokazala da se nivo testosterona povećava kao rezultat seksualnih reakcija kod žena koje ne koriste hormonsku kontracepciju.
Takođe, žene koje učestvuju u poliandričnim odnosima imaju viši nivo testosterona. Međutim, i dalje je nejasno da li više nivoe testosterona uzrokuje povećano uzbuđenje, ili učestaliji seksualni odnos, seksualna aktivnost sa višestrukim partnerima uzrokuje povećanje nivoa testosterona. Nedosledni rezultati istraživanja upućuju na ideju da, iako testosteron može igrati ulogu u seksualnosti nekih žena, njegovi efekti mogu biti nejasni, zbog brojnih psiholoških ili afektivnih faktora i drugih činilaca.
Uloga peptida u seksualnom uzbuđenju ostaje neizvesna do daljeg, delimično zbog višestrukih mehanizama i mesta delovanja većina peptida. Dok endorfini izgleda da imaju oba efekta ekscitatorni i inhibitorni, prolaktin je predložen kao inhibitorni faktor koji deluje preko direktne inhibicije dopaminergičke aktivnosti, ali dokazi za to su neuverljivi.
I dok se tradicionalni koncept o dejstvu polnih hormona, pre svega uloga testosterona i estradiola u seksualnom uzbuđenju može prihvatiti kao ispravna, uloga peptida je nedovoljno jasna jer oni verovatno imaju kompleksniju ulogu. U tom smislu uloga peptida u seksualnom uzbuđenju ostaje neizvesna do daljeg, delimično i zbog višestrukih uticaja i mesta delovanja većine peptida.

## Seksualna želja u menstrualnom ciklusu
U periodu menstrualnog ciklusa,koji traje oko 28 dana, i  za koji su karakteristične fluktuacije polnih hormona, želja za polnim odnosima se menja. Pre svega  menjaju se nivoi estrogena i progesterona u organizmu žene. Nivoi tih hormona, u menstrualnom ciklusu mogu se podeliti u pet faza. 
- Menstrualna faza — traje od početka do kraja menstrualnog krvarenja. Tokom nje su nivoi estrogena i progesterona u organizmu smanjeni.
- Preovulatorna faza — traje do ovulacije. Na samom početku te faze nivoi estrogena su još uvek smanjeni, ali postepeno rastu, da bi dvanaestog ili trinaestog dana ciklusa, postigli maksimum.
- Ovulaciona faza — karakteriše se povećanim lučenjem estradiola, a nakon ovulacije otpuštaju se veće količine progesterona.
- Postovulaciona ili sekrecijska faza — ili razdoblje nakon ovulacije do 26. dana, karakteriše se povećanim lučenjem progesterona i estrogena. Nivo estrogena je u toj fazi viši je nego pre ovulacije, ali niži u odnosu na period ovulacije. Karakteriše se najvišim nivoom oba polna hormona koji oni postižu tokom srednje sekrecijske faze.
- Predmenstrualna faza —  karakteriše se smanjenjem izlučivanja polnih hormona, da bi do prestanka izlučivanja došlo dvanaesti dan nakon ovulacije, što stvara uslova za početak novog menstrualnog krvarenja.

Prva ispitivanja poremećaja seksualne motivacije tokom menstrualnog ciklusa, sprovedena su s početka šezdesetim godinama prošlog veka. Međutim među mnoštvom nalaza, postoje brojne kontradikcije. Tako su neki istraživači došli do zaključka da nema značajnih promena seksualne motivacije za vreme ciklusa, dok drugi izveštavaju o povećanoj seksualnoj želji, ali se razlikuju u pogledu faza ciklusa i perioda tokom  kojih je želja povećana. Istraživanja novijeg datuma, došlo se do zaključka da se intenzitet seksualne želje postupno povećava tokom ciklusa, pokazujući najniži nivo u prva tri dana menstrualnog krvarenja, a najviši na dan povećanog otpuštanja LH hormona i početka ovulacije. Rezultati također ukazuju i na promene u nivou estrogena koje slede tokom menstrualnog ciklusa. Odnosno, preovulaciono povećanje a potom smanjenje u menstrualnoj fazi. S druge strane, smanjena seksualna motivacija javlja se u sekrecijskoj fazi ciklusa tokom  koje se povećava koncentracija estrogena, ali i progesterona, kome se pripisuju antiandrogeni efekti, ili smanjenje seksualne želje. Primer, nivo androgenih hormona se povećava tokom folikularne faze, kada se povećava i seksualna motivacija.
Prema nekim autorima, povećanje seksualne motivacije povezano je s povišenim nivoom oba polna hormona, testosterona i estradiola. Međutim još ne postoji dovoljan broj istraživanja da bi se o tome moglo govoriti sa sigurnošću, jer treba sprovesti istraživanja koja uključuju merenja nivoa sva tri polna hormona u različitih fazama menstrualnom ciklusa uz paralelno ispitivanje seksualne motivacije.

## Seksualna želja u menopauzi
Osim istraživanja seksualne motivacije za vreme menstrualnog ciklusa, zanimljive podatke pružaju i istraživanja sprovedena sa ženama u menopauzi. Jedan od važnijih nalaza odnosi se na delovanje androgena na seksualnu motivaciju žena.

## Seksualna želja u ostalim stanjima
Naravno da postoje i situacije i događaji kada je manjak seksualne želje kod žena očekivan, kao što je pobačaj, porod i iznenadne životne (zdravstvene) promene i psihička stanja.

## Terapija u razmatranju
Neki kliničari uspešno leče nedostatak libida kod žena izazvana poremećajem polnih hormona, npr. testosteronima. Međutim, treba imati u vidu da testosteron zasigurno nije jedini faktor od koga zavisi koliki će biti ženski libido. Ta se terapija preporučuje samo kod klinički sniženih nivoa testosterona. Ako testosterona u organizmu žene već ima dovoljno, njegovom dodatnom primenom može se izazvati samo negativan učinak, od koga pored  oštećenja jetre, može doći do neseksipilne promene na ženskom telu, poput povećane dlakavosti na licu, akni, produbljenja glasa i gubitka kose. Naravno, ni jedna od tih promena neće dovesti do željenog cilja, češće seksualne aktivnosti.

## Spoljašnje veze
- Povezanost hormona i želje za seksom, na sajtu —  www.centarzdravlja.hr (језик: хрватски)

|  | Molimo Vas, obratite pažnju na važno upozorenje u vezi sa temama iz oblasti medicine (zdravlja). |